# Wasilij Djakow
Wasilij Awraamowicz Djakow, ros. Василий Авраамович Дьяков (ur. 6 stycznia 1886 r. w stanicy Nowonikołajewskaja w Rosji, zm. w marcu 1945 r. w Gdańsku) – rosyjski wojskowy (generał major), współpracownik Legionu "Speer" podczas II wojny światowej
Ukończył doński korpus kadetów im. Aleksandra III, zaś w 1905 r. nikołajewską szkołę kawaleryjską. Służył w lejbgwardii kozackiego pułku kawalerii. Brał udział w I wojnie światowej jako dowódca 1 sotni pułku. W czerwcu 1917 r. awansował do stopnia pułkownika. Został zastępcą dowódcy pułku. W styczniu 1918 r. został aresztowany i uwięziony przez bolszewików. 15 marca tego roku został jednak uwolniony decyzją dowodzącego wojskiem Dońskiej Republiki Radzieckiej M. M. Smirnowa, z którym służył w lejbgwardii. Na pocz. kwietnia uczestniczył w antybolszewickim powstaniu Kozaków dońskich w Nowoczerkasku. W poł. maja wstąpił do nowo formowanego 1 pułku Kozaków dońskich, zostając jego dowódcą. 4 września objął dowództwo lejbgwardii kozackiego pułku kawalerii. 22 lutego 1919 r. został ranny w rękę podczas walk w rejonie stanicy Biełaja Kalitwa. 4 kwietnia tego roku awansował na generała majora. Od 6 października był dowódcą gwardyjskiej brygady 1 dywizji kawalerii Kozaków dońskich. 24 października objął dowództwo 1 dywizji kawalerii Kozaków dońskich. Od maja 1920 r. dowodził 2 dywizją kawalerii Kozaków dońskich. W poł. listopada tego roku wraz z resztkami wojsk białych ewakuował się na wyspę Lemnos. Stamtąd, rozkazem gen. Piotra N. Wrangla, został odkomenderowany na pocz. 1921 r. do Polski do tworzonej tam 3 armii. Miał zająć się formowaniem oddziałów spośród żołnierzy pochodzenia kozackiego. Po zakończeniu działań wojennych między Polakami i bolszewikami pozostał w Polsce. W 1924 r. zamieszkał w Gdańsku. Po ataku wojsk niemieckich na ZSRR 22 czerwca 1941 r., prowadził dla Legionu "Speer" w ramach organizacji Todt werbunek rosyjskich emigrantów na instruktorów dla szkolenia b. jeńców wojennych z Armii Czerwonej, a także na kierowców i personel techniczny dla kolumn samochodowych. Zmarł w marcu 1945 r. podczas ewakuacji miasta. Według części źródeł zginął w bombardowaniu miasta, według innych – na storpedowanym statku wywożącym uchodźców.